# Płyta postojowa samolotów

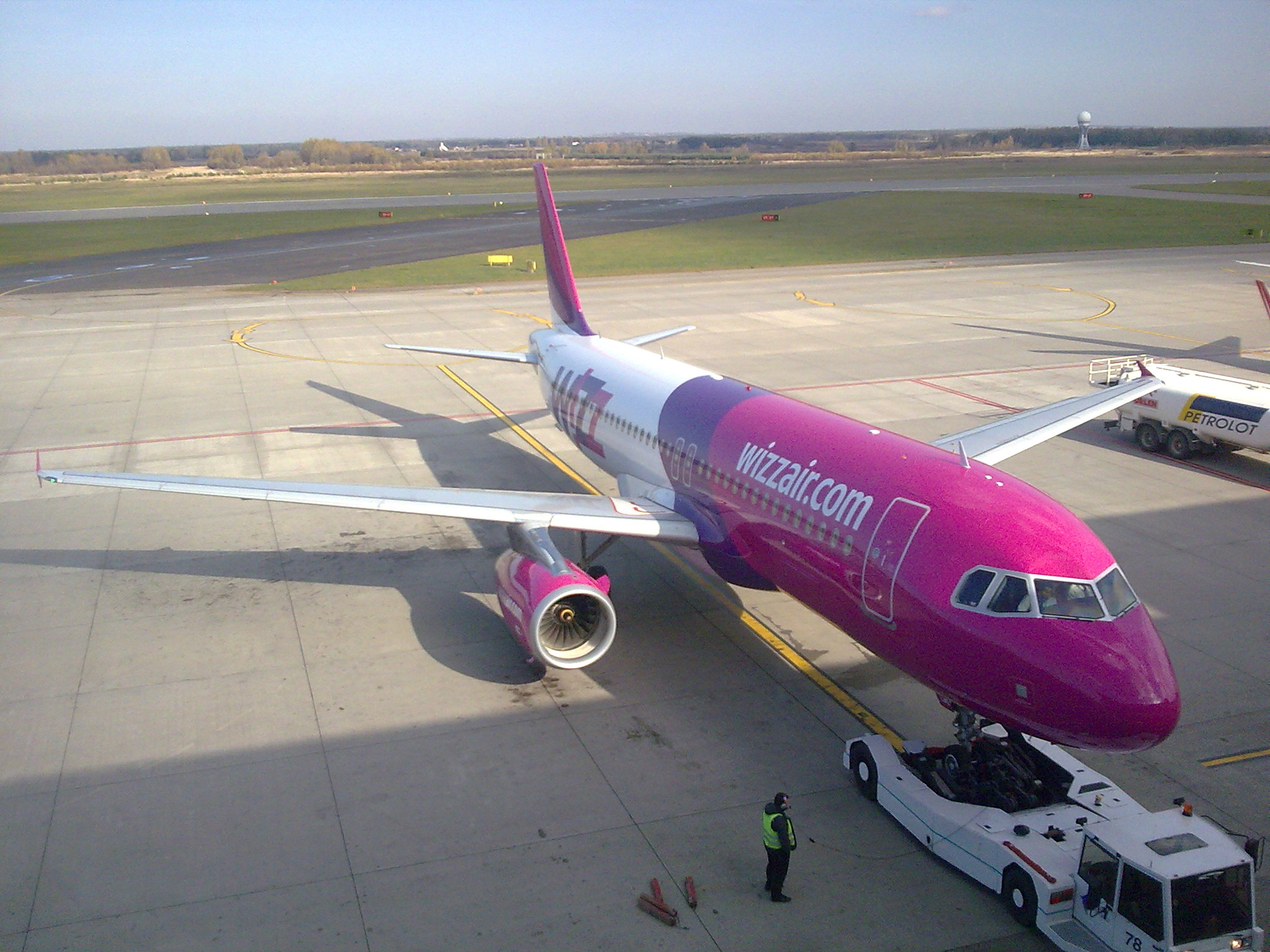
Airbus A320 Wizz Air na płycie postojowej Portu Lotniczego w Katowicach, gotowy do manewru wypychania

Płyta postojowa samolotów – utwardzone miejsce na lotnisku, gdzie po lądowaniu i kołowaniu parkują samoloty. Na płycie postojowej samolot przygotowywany jest do kolejnego lotu. Na płycie postojowej może odbywać się załadunek towaru, tankowanie i boarding pasażerów. Pomimo że płyta jest miejscem chronionym, jest jedyną częścią wokół pola wzlotów, po której czasami pasażerowie mogą warunkowo się poruszać. Płyta postojowa na większych portach lotniczych połączona jest z terminalem pasażerskim rękawem. Wszystkie pojazdy i statki powietrzne korzystające z płyty i poruszające się po niej muszą posiadać zezwolenie kontroli ruchu lotniczego. Ponadto pojazdy poruszające się po płycie zgodnie z zaleceniami ICAO powinny mieć żółte światło ostrzegawcze, zaś miejsca postoju samolotów powinny być oznaczone oznakowaniem poziomym.